# Джіл (село)
Джіл (вірм. Ջիլ) — село в марзі Гегаркунік, на сході Вірменії. Село розташоване на південний схід від міста Чамбарак та на північний захід від міста Варденіс.